# Liam Gallagher John Squire
Liam Gallagher John Squire è un album collaborativo dei cantautori britannici Liam Gallagher e John Squire, pubblicato il 1º marzo 2024 per l'etichetta Warner Records.
Dall'album sono stati estratti tre singoli: Just Another Rainbow e Mars to Liverpool, usciti nel gennaio 2024, e Raise Your Hands, uscito nel marzo 2024.

## Genesi e registrazione
Il 3 e 4 giugno 2022 John Squire ha partecipato ai concerti tenuti da Liam Gallagher nel parco di Knebworth, nel Regno Unito, esibendosi per la prima volta in pubblico dopo cinque anni. Nell'occasione ha accompagnato, come chitarrista solista, la band di Gallagher durante l'esecuzione della canzone Champagne Supernova, come aveva già fatto con gli Oasis a Knebworth nell'agosto 1996. L'incontro ha rappresentato l'occasione per sancire una collaborazione musicale tra i due artisti: Gallagher ha accettato di fornire la voce per alcune canzoni che aveva scritto Squire, ma a condizione che contenessero corpose parti di chitarra e che i testi fossero dell'ex membro degli Stone Roses.
A proposito della collaborazione, Gallagher ha detto:
Squire ha dichiarato:
Sul contributo di Liam Gallagher alle canzoni Squire ha dichiarato:

## Copertina
La copertina del disco, realizzata dallo stesso Squire, è una foto in cui i titoli delle canzoni sono riportati come se fossero nomi di diversi prodotti di consumo, tra confezioni di biscotti, cereali, taniche e la bomboletta spray già utilizzata per annunciare il singolo Just Another Rainbow.

## Promozione
Il 21 dicembre 2023 Liam Gallagher e John Squire hanno annunciato la pubblicazione del singolo Just Another Rainbow per il successivo 5 gennaio e la pubblicazione dell'album per marzo, mentre il 26 gennaio è stato diffuso il singolo Mars to Liverpool. 
Contestualmente il 26 gennaio i due artisti hanno annunciato un tour britannico ed europeo per marzo e aprile. La tournée è iniziata il 13 marzo al Barrowland Ballroom di Glasgow, in Scozia, e si è conclusa l'11 aprile al Teatro Paramount di Brooklyn, New York.
Il 3 marzo viene pubblicato il terzo singolo, Raise Your Hands.
L'8 marzo 2024, a una settimana dalla pubblicazione, il disco raggiunge il primo posto della classifica britannica degli album.

## Tracce
1. Raise Your Hands – 4:20
2. Mars to Liverpool – 3:41
3. One Day at a Time – 3:43
4. I'm a Wheel – 3:46
5. Just Another Rainbow – 5:37
6. Love You Forever – 3:35
7. Make It Up As You Go Along – 2:11
8. You're Not the Only One – 3:56
9. I'm So Bored – 4:46
10. Mother Nature's Song – 4:07

Durata totale: 39:42

## Formazione
Musicisti
- Liam Gallagher – voce, battito delle mani (tracce 1, 3, 4, 7, 8), remix (traccia 8)
- John Squire – chitarra elettrica, chitarra acustica (tracce 1–3, 7, 9, 10), battito delle mani (tracce 1, 3, 4, 7)
- Greg Kurstin – basso, congas, programmazione batteria (traccia 1), percussioni (tracce 1, 3–8), battito delle mani (tracce 1, 3, 4), sintetizzatore (tracce 1, 4, 5, 8), tastiere (tracce 1, 5), pianoforte (tracce 1, 10),  organo Hammond B3 (traccia 2), Wurlitzer (traccia 2), Mellotron (tracce 5, 10), vibrafono (traccia 5), pianoforte verticale (traccia 8)
- Joey Waronker – batteria
- Debbie Gwyther – battito delle mani (tracce 1, 3, 4, 7)
- Martha Squire – battito delle mani (tracce 1, 3, 4, 7)

Produzione
- Greg Kurstin – produzione, ingegneria del suono
- John Greenham – mastering
- Mark "Spike" Stent – missaggio
- Julian Burg – ingegneria del suono
- Matt Tuggle – ingegneria del suono